# Pere Nubiola Espinós
Pere Nubiola Espinós (Barcelona, 5 d'agost de 1878 - 27 de gener de 1956) fou un metge barceloní, que es dedicà als camps de l'obstetrícia i la ginecologia, especialitat de la que en va ser catedràtic a la universitat de Barcelona.

## Biografia
Fill d'una família benestant, el seu pare, Francesc de Paula Nubiola i Bordas, dedicat al comerç navilier i de fruites colonial, es va casar en segones núpcies amb Mercè Espinós Stocklein, amb qui va tenir dos fills, Pere i Maria. Tot i que una de les seves primeres afeccions va ser la de marí, es va decantar per la medicina, influenciat pel Dr. Solóniz, catedràtic d'Anatomia que vivia a casa dels Nubiola, i va iniciar els estudis a la Universitat de Barcelona el 1893. Estudiant molt brillant, ja el 1894 va obtenir per oposició la plaça d'alumne intern d'obstetrícia, ginecologia i pediatria. El juny de 1899 va acabar la carrera amb la qualificació d'excel·lent i el juliol de 1900 es doctorà a Madrid amb la tesi titulada De la secreción gástrica y sus incógnitas, també amb la qualificació d'excel·lent. Va exercir alguns mesos a Súria i a Cardona i va ampliar estudis a París. Va ser alumne i col·laborador del doctor Joaquim Bonet i Amigó, Baró de Bonet, de qui seria després el successor.

## La seva obra dins la medicina catalana
Nubiola fou un dels professors que van deixar una forta petjada a la facultat del seu temps. Era home amb una intel·ligència, que va utilitzar per a resoldre situacions en moments difícils, com una persona de pau. També fou un metge molt hàbil. Creador d'escola, fou una persona molt valorada pels seus deixebles. La trajectòria de Pere Nubiola va ser molt brillant. Així, va ser ajudant honorari de Terapèutica (1901), metge ajudant per oposició de l'Hospital de la Santa Creu (1902), professor clínic per oposició de la Facultat de Medicina de la Universitat de Barcelona (1903) i inspector municipal de Sanitat (des de 1904 a 1911). El 1906 va guanyar, també per oposició, la plaça de professor auxiliar d'obstetrícia, ginecologia i infantesa. Aquell mateix any va realitzar la primera pubiotomia a Espanya, a l'Hospital de la Santa Creu. L'any següent es va encarregar personalment del trasllat a l'Hospital Clínic. El juny de 1916 fou nomenat professor encarregat de la Càtedra d'Obstetrícia i el desembre d'aquell mateix any obtingué per concurs-oposició la càtedra. Amb el seu treball va aconseguir crear a Barcelona una escola que estava a l'avantguarda de l'especialitat. La seva activitat va deixar un gran record. Fou un bon organitzador del servei, envoltat de col·laboradors que ajudaven a l'ensenyament i a les guàrdies. Era un gran coneixedor de l'ofici i tenia una innata habilitat per a resoldre situacions complicades, com ara les distòcies, i ho ensenyava als alumnes. Era un mestre en la utilització del fòrceps. Les seves classes eren molt pràctiques i s'hi dedicava amb assiduïtat. Formà una escola més dirigida a l'exercici pràctic, ensenyant a metges la majoria dels quals anaven a pobles a resoldre els parts difícils, que a fer una escola acadèmica. Durant alguns anys va fer-se també càrrec de la direcció de la formació de llevadores, amb el professor adjunt, el doctor D. Agustí Planell. En aquest sentit, fou impulsor d'una escola que va tenir un rendiment pràctic important. També el 1916, va ingressar com acadèmic de número a la Reial Acadèmia de Medicina de Barcelona. El seu discurs d'ingrés, el dia 11 de juny, es va titular Els primers signes de la gestació.
Junt amb altres obstetres i ginecòlegs, el 1927 va fundar la Societat Catalana d'Obstetrícia i Ginecologia, de la que en fou el primer president. Les reunions científiques s'iniciaren el 1928. Va ser un gran defensor de la Universitat en una època en què la Universitat estava plena de mancances. Amb 24 professors va signar un projecte d'estatut. Era l'any 1918. Demanaven una universitat autònoma en l'aspecte econòmic i amb llibertat per reformar el pla d'estudis. No va ser, però, fins al 1931 que va prosperar un estatut d'autonomia que es va basar en aquell de 1918. Va ser degà en dues ocasions, interinament i en situacions molt crítiques. La primera fou el 1934 i al cap d'uns mesos dimití. La segona, tot just acabada la guerra; també va dimitir un cop acabada la tasca per la qual l'havien nomenat. Anys després, el 1950, va ser nomenat degà honorari en reconeixement de la seva tasca. Els primers deixebles de la Clínica Obstètrica de Nubiola, bressol de l'obstetrícia catalana, foren Dalmau, Vilaseca, Agustí Planell, Muñoz Arbat i Vanrell Cruells (que va arribar a dirigir l'Hospital de l'Esperança i més tard la casa de Maternologia). Nubiola dirigí la Clínica durant 32 anys; una gran part dels tocòlegs que es van formar durant la postguerra van fer-ho amb ell (va ser catedràtic de 1916 a 1948). Va morir el 27 de gener de 1956 a Barcelona.

## La malaltia de Nubiola i altres contribucions científiques
La càtedra de Nubiola es va convertir ben aviat en una de les més conegudes d'Europa. Contribuí a això l'amplia activitat científica que va desenvolupar Pere Nubiola, gran amic d'August Pi i Sunyer, de Jesús Maria Bellido i de Pere González, així com de Ramon Turró, director del Laboratori Municipal de Barcelona. A més, tenia una gran facilitat per escriure, la qual cosa va fer que la seva obra fos extensíssima. En un principi, Nubiola va ser autodidacta; les seves observacions clíniques i la seva activitat investigadora –part de la qual va desenvolupar al Laboratori Municipal, i més tard al Laboratori de Fisiologia de la Facultat de Medicina– el van portar a aprofundir en molts i diversos temes. Fruit d'aquells anys són diverses publicacions (Pràctica obstètrica, Eutocia, Del tractament antitòxic de l'eclàmpsia, La doctrina de las secreciones internas, Descargas urinarias en la incarceración del útero grávido en retrodesviación, etc.). El 1913, amb Jesús Maria Bellido va publicar Observacions electrocardiogràfiques durant l'embaràs; era el primer treball mundial sobre el tema: havien obtingut un electrocardiograma fetal amb un elèctrode intravaginal. Van presentar el treball al Congrés Internacional d'Obstetrícia i Ginecologia, fet extraordinari per a la medicina espanyola de l'època. El 1916 va fundar, amb Recasens i Zuloaga, la Revista Española de Obstetricia y Ginecología, que es publicà des de 1916 fins a 1936. Anys abans, però, ja havia fundat Medicina y Cirugía, que va haver de plegar per dificultats editorials, i col·laborà amb la Revista de la Hermandad de los Santos Cosme y Damián i amb Archivos de Ginecología, Obstetricia y Pediatría, que dirigia el doctor F. Vidal, que delegà moltes de les seves funcions en P. Nubiola.
Motivat per la seva experiència al Laboratori de Fisiologia i encoratjat pels seus amics, va muntar el seu propi laboratori, on amb els seus col·laboradors va dur a terme nombrosos treballs de recerca. Així, a Harmozomas placentarias, el 1917, es van avançar al coneixements d'aquell temps i van concloure que l'actuació del cos groc depenia de si l'òvul havia estat fecundat o no. Va estudiar la relació entre la mare i el fetus, la biologia ovular i el funcionament de la placenta. Va introduir el terme "placentolisi" i va estudiar el significat de les alteracions visibles de la placenta. Quant a l'activitat clínica, va centrar els seus estudis en dos grans temes: les pelvitomies i la tuberculosi genital femenina (origen, aquest últim de l'epònim "malaltia de Nubiola"). Nubiola havia realitzat, el 1906, la primera pubiotomia a Espanya. Sobre aquest tema va fer diferents publicacions, així com dues pel·lícules científiques (va ser també un pioner en el cinema científic). Va introduir moltes maniobres obstètriques i en va modificar d'altres (per exemple, el 1910 va introduir la presa invertida flexora amb fòrceps, descrita el 1933 per Llames Massini i que es coneix amb aquest darrer nom, tot i que hauria pogut anomenar-se "presa de Nubiola").
L'altra intervenció que també va estudiar a bastament va ésser la cesària (en Nubiola va ajudar al doctor Bonet a fer la primera cesària que es va realitzar a l'Hospital Clínic). El 1925 va practicar la primera cesària segmentària a Espanya. A la cesàrea segmentaria recollí la seva experiència en 150 casos. Tot i això, va mostrar la seva preocupació perquè s'indicava la pràctica de cesàries amb massa freqüència. L'altre gran tema que el va interessar va ser la tuberculosi genital femenina. El 1926 va introduir un nou concepte: l'annexitis fímica tòrpida, quadre d'entitat anatomoclínica pròpia, que es coneix com a "malaltia de Nubiola". Va descriure àmpliament aquesta malaltia en una monografia. Va presentar una comunicació a la Reial Acadèmia el 1953 titulada La toxina tuberculosa provocando lesiones anexiales; mostrava la comprovació experimental que refermava el concepte de l'annexitis fímica tòrpida (malaltia de Nubiola). Va acceptar la presidència del Congrés Hispano-Portuguès d'Obstetrícia i Ginecologia que es va celebrar a Barcelona el 1950. En aquell congrés li va ser imposada la Creu d'Alfons X el Savi. Va rebre també altres distincions (la Gran Creu de Sanitat, la Medalla de Plata de la Província de Barcelona, el premi Couder de l'Acadèmia Nacional de Medicina, entre altres) i va ser president de l'Institut Mèdic Farmacèutic i de diverses associacions i societats de ginecologia i obstetrícia catalanes i espanyoles. També va rebre nomenaments honorífics a França, Portugal, Itàlia i Argentina.

## Obra publicada
Pere Nubiola va escriure molts articles científics, que es van publicar en nombroses revistes, entre elles, Medicina Clínica, Revista de Información Terapéutica, Acta Ginecológica, Labor, Medicina y Cirugía, Archivos de Ginecología, Obstetricia y Pediatría, Revista Española de Ginecología y Obstetricia, Revista Española de Medicina y Cirugía, La Medicina Catalana, Treballs de la Societat de Biologia, Gynécologie Obstétrique, Gazzetta Italiana delle Levatrici, Annali di Obstetricia e Ginecologia, etc. També va publicar i va col·laborar en molts tractats, entre els quals destaquen Eutocia, Práctica Obstétrica, “Ensayo de correlación encrino-psicológico en la mujer” (1927) Diagnòstic clínic de la gestació (1928), Mortalitat fetal (1930), Mortalitat infantil a Catalunya: causes i profilaxis (1930), L'organització dels serveis de puericultura, maternitat i eugenèsia (1932, en col·laboració amb J. Muñoz Arbat, J.M. Segalà i altres autors), La doctrina de las secreciones internas (1919), Al ser madre (1945), El bateig per necessitat (1924), La cesárea segmentaria, La heredolúes, La anexitis fímica tórpida (1944), Curieterapia intraabdominal en cáncer de cuello y embarazo (c. 1920, amb V. Carulla), El aborto, La eclampsia, Obstetricia (1940) i Tratado Hispanoamericano de Obstetricia (1951, amb l'argentí E. Zárate; consta de tres volums), obra de referència durant molts anys. Va traduir Manual de Obstetricia de Maygrier y Schwab, i Terapéutica de Martinet; va col·laborar en els capítols obstètrics de l'Enciclopèdia Espasa.
Pere Nubiola tenia una gran facilitat per escriure, que unida a la seva gran afecció per la literatura i el seu interès humanista, el portaren a col·laborar en nombroses diaris i revistes (els seus articles a La Vanguardia, La Publicitat o La Veu de Catalunya, en són exemples) i a publicar escrits de molt diversos tipus. Així, tant va aprofitar els discursos d'inauguració d'alguns cursos acadèmics per dissertar sobre temes com Esculapio ante Minerva (1929) o El imperio biológico com va escriure obres de divulgació sobre temes mèdics (Parirás los hijos con dolor, Quan s'és mare –llibret d'educació popular de gran difusió que fou editat també en castellà, en prohibir-se l'edició catalana després de la Guerra Civil, etc.). Era també un excel·lent orador. Improvisava amb facilitat i sabia atraure l'atenció de l'audiència. Preparava amb molta cura les conferències. Especialment rellevants van ésser els seus discursos en resposta als dels nous acadèmics; ell va ser l'encarregat de respondre a V. Conill (1927), G. Roqueta (1929), A. Pedro i Pons (1948), S. Gil Vernet (1948) i J. Córdoba (1951), entre d'altres. Josep M. Boguñà descriu el doctor Nubiola amb aquestes paraules: "Humil i senzill són els dos adjectius amb què millor podem resumir la personalitat d'aquesta gran figura de l'obstetrícia catalana. La sobrietat i l'eficàcia eren els punts guia d'aquest home que mai es va sentir atret per cap càrrec, no va voler ser president de res. La seva principal virtut era la de passar desapercebut. A tot això cal afegir-hi una gran laboriositat i un entusiasme constant. /.../ Es va lliurar a la seva professió, però mai als seus aspectes lucratius, la qual cosa va fer néixer en els seus alumnes les ganes d'aprendre i d'estudiar”. Un excel·lent resum per a una vida dedicada a la medicina en el seu sentit més ampli.